# Cyathura estuaria
Cyathura estuaria är en kräftdjursart som beskrevs av Barnard 1914. Cyathura estuaria ingår i släktet Cyathura och familjen Anthuridae. Inga underarter finns listade i Catalogue of Life.